# The Righteous & the Butterfly
The Righteous & the Butterfly es el octavo álbum de estudio de Mushroomhead, puesto a la venta el 15 de mayo de 2014 a través de Megaforce Records. Luego de nueve años de ausencia, este nuevo trabajo figura el regreso del cantante Jason «J Mann» Popson y la llegada de tres nuevos integrantes; Tommy Church en las guitarras, Ryan Farrell en el bajo y Robbie Godsey como percusionista. El sencillo elegido para promocionarlo fue «Qwerty» y gracias a la anticipación provocada por el regreso de Popson, el octavo disco de la banda logró entrar en el puesto número veinte de la lista Billboard 200, con ventas superiores a las 11 000 copias en su primera semana.
La carátula del disco al igual que el título, son una dedicatoria a la difunta esposa del baterista Steve Felton, Vanessa Solowiow y el exguitarrista de la banda John «J. J. Righteous» Sekula, falleció en el año 2010.

## Lista de canciones
| N.º   | Título                                  | Duración |  |
| 1.    | «Our Apologies»                         | 3:24     |  |
| 2.    | «How Many Times»                        | 4:50     |  |
| 3.    | «Devils Be Damned»                      | 3:16     |  |
| 4.    | «Qwerty»                                | 3:30     |  |
| 5.    | «Portraits of the Poor»                 | 3:31     |  |
| 6.    | «Childlike (ft. Just Mic)»              | 1:45     |  |
| 7.    | «This Cold Reign»                       | 4:04     |  |
| 8.    | «We are the Truth (ft. Jackie LaPonza)» | 4:05     |  |
| 9.    | «Son of 7»                              | 3:29     |  |
| 10.   | «For Your Pleasure»                     | 4:12     |  |
| 11.   | «Worlds Collide»                        | 4:19     |  |
| 12.   | «Graveyard Du Jour»                     | 3:20     |  |
| 13.   | «Out of My Mind»                        | 3:35     |  |
| 14.   | «Rumor Has It (Adele cover)»            | 3:39     |  |
| 15.   | «We Are the Truth 3.0»                  | 3:43     |  |
| 16.   | «Dope Ass Watt (remix)»                 | 3:01     |  |
| 17.   | «Watt (DG Mix)»                         | 2:34     |  |
| 60:22 |                                         |          |  |

## Créditos
| Banda - Jeffrey Hatrix – voz - Steve Felton – batería - Tom Schmitz – teclados, sintetizador - Jason Popson – voz - Rick Thomas – DJ, samples - Waylon Reavis – voz - Tommy Church – guitarras - Ryan Farrell – bajo - Robbie Godsey – percusión | Producción - Steve Felton – productor - Bill Korecky – productor |